# Brandeville
Brandeville é uma comuna francesa na região administrativa de Grande Leste, no departamento de Meuse. Estende-se por uma área de 12,14 km². Em 2010 a comuna tinha 187 habitantes (densidade: 15,4 hab./km²).